# Florin Diacu
Florin Nicolae Diacu (n. 1959, Sibiu, România – d. 13 februarie 2018, Victoria, British Columbia, Canada) a fost un matematician român stabilit în Canada.

## Biografie
S-a născut la Sibiu într-o familie de dascăli. După absolvirea Facultății de Matematică a Universității din București, a fost profesor la Mediaș, dar a părăsit România în 1988. A obținut doctoratul un an mai târziu la Heidelberg, orașul cu cea mai veche universitate din Germania, cu o teză de mecanică cerească.
S-a mutat în Canada, unde a lucrat mai întâi la Centrul de Cercetări Matematice din Montreal, după care a acceptat un post de profesor la Universitatea din Victoria, a cărui Institut Pacific de Științe Matematice l-a condus între 1999 și 2003.
A scris peste o sută de lucrări, precum și cinci cărți.

## Operă

### Cărți
- ''Mileniul pierdut: Asediu la porțile istoriei''
- ''Întâlniri cerești: originea haosului și a stabilității''
- ''Megadezastre: știința prezicerii marilor calamități''
- Florin Diacu & Philip Holmes; Celestial Encounters - The Origin of Chaos, Princeton University Press (1996), ISBN 0-691-00545-1. «Originea modernă a haosului» se găsește în lucrările lui Henri Poincaré realizate la sfârșitul secolului al XIX-lea, à propos de o veche problemă de mecanică newtoniană: problema a N corpuri. Autorii prezentei lucrări, matematicieni specialiști în domeniu, retrasează, în mod elegant, istoria acestei probleme și a dezvoltăriilor sale de la Poincaré până în zilele noastre.
  - Philip Holmes și Florin Diacu, Întâlniri Cerești - Originea Haosului și a Stabilității, Traducere în limba română de Vasile Mioc, Societatea Știință și Tehnică S.A., București, 1996, 225 p. ISBN	973-9236-07-3